# دوري كرة القدم السلوفيني الدرجة الثانية 1999–2000
دوري كرة القدم السلوفيني الدرجة الثانية 1999–2000 (بالإيطالية: Druga slovenska nogometna liga 1999-2000)‏ هو الموسم 9 من دوري كرة القدم السلوفيني الدرجة الثانية ‏. أشرف على تنظيمه اتحاد سلوفينيا لكرة القدم، وكان عدد الأندية المشاركة فيه 16، وفاز فيه نادي كوبر.